# Aeroportul San José
Aeroportul San José (IATA: GSJ, ICAO: MGSJ) este un aeroport din Escuintla Department⁠(d), Guatemala ce deservește zona San José⁠(d). Aeroportul a fost tranzitat în 2015 de 28.598 de pasageri.
Situat la o altitudine de 9 m, aeroportul dispune de 1 pistă. Este operat de Dirección General de Aeronáutica Civil⁠(d).

## Infrastructură

### Piste
Aeroportul dispune de o singură pistă. Pista are orientarea 15/33. 